# 高谷镇
高谷镇，是中华人民共和国重庆市彭水苗族土家族自治县下辖的一个乡镇级行政单位。

## 行政区划
高谷镇下辖以下地区：
狮子社区、陈家社区、大青山村、庞溪村、兴隆村、群峰村、共和村和铜鼓村。